# Trophée Frank J. Selke
Die Trophée Frank J. Selke (englisch Frank J. Selke Memorial Trophy) ist eine Auszeichnung der Québec Major Junior Hockey League. Sie wird seit Ende der Saison 1970/71 jährlich an den sportlich fairsten Spieler der QMJHL vergeben. Der Sieger nimmt seit 1990 auch an der Wahl zum CHL Sportsman of the Year teil.
Erstmals wurde die Trophäe in der Spielzeit 1969/70 verliehen. Diese einmalige Verleihung zeichnete das punktbeste Team der Division Ouest aus.
Die Trophäe wurde nach Frank J. Selke, dem ehemaligen Geschäftsführer der Toronto Maple Leafs und Montréal Canadiens aus der National Hockey League, benannt.

## Gewinner
Erläuterungen: Farblich unterlegte Spieler haben im selben Jahr den CHL Sportsman of the Year Award gewonnen.
| Jahr    | Spieler                 | Team                                                 |
| ------- | ----------------------- | ---------------------------------------------------- |
| 2024/25 | Julius Sumpf            | Moncton Wildcats                                     |
| 2023/24 | Preston Lounsbury       | Moncton Wildcats                                     |
| 2022/23 | Attilio Biasca          | Halifax Mooseheads                                   |
| 2021/22 | Jordan Dumais           | Halifax Mooseheads                                   |
| 2020/21 | Dawson Mercer           | Chicoutimi Saguenéens                                |
| 2019/20 | Jakob Pelletier         | Moncton Wildcats                                     |
| 2018/19 | Peter Abbandonato       | Rouyn-Noranda Huskies                                |
| 2017/18 | Joël Teasdale           | Armada de Blainville-Boisbriand                      |
| 2016/17 | Hugo Roy                | Phoenix de Sherbrooke                                |
| 2015/16 | Samuel Girard           | Shawinigan Cataractes                                |
| 2014/15 | Kyle Farrell            | Cape Breton Screaming Eagles                         |
| 2013/14 | Frédérick Gaudreau      | Voltigeurs de Drummondville Cataractes de Shawinigan |
| 2012/13 | Zach O’Brien            | Acadie-Bathurst Titan                                |
| 2011/12 | Zach O’Brien            | Acadie-Bathurst Titan                                |
| 2010/11 | Philip-Michaël Devos    | Olympiques de Gatineau                               |
| 2009/10 | Mike Hoffman            | Saint John Sea Dogs                                  |
| 2008/09 | Cédric Lalonde-McNicoll | Cataractes de Shawinigan                             |
| 2007/08 | Cédric Lalonde-McNicoll | Cataractes de Shawinigan                             |
| 2006/07 | David Desharnais        | Saguenéens de Chicoutimi                             |
| 2005/06 | David Desharnais        | Saguenéens de Chicoutimi                             |
| 2004/05 | David Desharnais        | Saguenéens de Chicoutimi                             |
| 2003/04 | Benoît Mondou           | Cataractes de Shawinigan                             |
| 2002/03 | Patrick Thoresen        | Drakkar de Baie-Comeau                               |
| 2001/02 | Jason Pominville        | Cataractes de Shawinigan                             |
| 2000/01 | Brandon Reid            | Foreurs de Val-d’Or                                  |
| 1999/00 | Jonathan Roy            | Moncton Wildcats                                     |
| 1998/99 | Éric Chouinard          | Remparts de Québec                                   |
| 1997/98 | Simon Laliberté         | Moncton Wildcats                                     |
| 1996/97 | Daniel Brière           | Voltigeurs de Drummondville                          |
| 1995/96 | Christian Dubé          | Faucons de Sherbrooke                                |
| 1994/95 | Éric Dazé               | Harfangs de Beauport                                 |
| 1993/94 | Yanick Dubé             | Titan de Laval                                       |
| 1992/93 | Martin Gendron          | Laser de Saint-Hyacinthe                             |
| 1991/92 | Martin Gendron          | Laser de Saint-Hyacinthe                             |
| 1990/91 | Yanic Perreault         | Draveurs de Trois-Rivières                           |
| 1989/90 | Andrew McKim            | Olympiques de Hull                                   |
| 1988/89 | Steve Cadieux           | Cataractes de Shawinigan                             |
| 1987/88 | Stéphan Lebeau          | Cataractes de Shawinigan                             |
| 1986/87 | Luc Beausoleil          | Voisins de Laval                                     |
| 1985/86 | Jimmy Carson            | Canadien junior de Verdun                            |
| 1984/85 | Patrick Émond           | Saguenéens de Chicoutimi                             |
| 1983/84 | Jérôme Carrier          | Junior de Verdun                                     |
| 1982/83 | Pat LaFontaine          | Junior de Verdun                                     |
| 1981/82 | Claude Verret           | Draveurs de Trois-Rivières                           |
| 1980/81 | Claude Verret           | Draveurs de Trois-Rivières                           |
| 1979/80 | Jean-François Sauvé     | Draveurs de Trois-Rivières                           |
| 1978/79 | Jean-François Sauvé     | Draveurs de Trois-Rivières                           |
| 1978/79 | Ray Bourque             | Éperviers de Verdun                                  |
| 1977/78 | Kevin Reeves            | Junior de Montréal                                   |
| 1976/77 | Mike Bossy              | National de Laval                                    |
| 1975/76 | Normand Dupont          | Junior de Montréal                                   |
| 1974/75 | Jean-Luc Phaneuf        | Bleu-Blanc-Rouge de Montréal                         |
| 1973/74 | Gary MacGregor          | Cornwall Royals                                      |
| 1972/73 | Claude Larose           | Rangers de Drummondville                             |
| 1971/72 | Gerry Teeple            | Cornwall Royals                                      |
| 1970/71 | Norm Dubé               | Castors de Sherbrooke                                |

| Jahr    | Team                      | Punkte |
| ------- | ------------------------- | ------ |
| 1969/70 | Alouettes de Saint-Jérôme | 54     |